# Saint-Maurice (huyện)
Saint-Maurice là một huyện thuộc bang Valais ở Thụy Sĩ.
Huyện này có diện tích 185,6 km², dân số năm 2007 là 11.514 người.
Huyện này gồm các đô thị:
- Collonges
- Dorénaz
- Evionnaz
- Finhaut
- Massongex
- Mex
- Salvan
- Saint-Maurice
- Vernayaz
- Vérossaz